# ОШ „Сестре Илић” Ваљево
ОШ „Сестре Илић” Ваљево формирана је 1959. године, одлуком НОО Ваљево, која је од 1. септембра те године отпочела са радом.  Новоотворена школа добила је 15. септембра, на основу предлога Савета за школство, назив по сестрама Бранки, Нади и Живки Илић, учесницама Народноослободилачке револуције.

## Историјат
Данашња зграда музеја била је прва зграда школе чије су просторије само делимично коришћене, јер је један број одељења био смештен у гимназији и другим основним школама. Тек је од децембра 1959. године цела зграда у Чика Љубиној улици припала школи. У њој је било по десет учионица разредне и предметне наставе, две канцеларије, две учионице техничког образовања и једна за наставу физике и хемије. Недостатак просторија се осећао јер је настава извођена у три смене, а часови трајали 40, уместо 45 минута.
Школска зграда у улици Милована Глишића уступљена је школи 1966. године, која се руши у јесен 1972. године и отпочињу радови на изградњи нове школске зграде. За то време наши ученици похађају наставу у старој згради основне школе „Андра Савчић”, која је пресељена у нови објекат на Петом Пуку.
Први део данашњег здања школе завршен је и свечано отворен 1974. године, када су се стекли услови рада у две смене по принципу кабинетске наставе са могућношћу реализације осталих школских садржаја.